# Frimærkesprog 3 CD boks
Frimærkesprog er et Kim & Hallo-album, som udkom i 2000.

## Indhold
CD1
1. "En dans med dig"
2. "Man lærer så længe man lever"
3. "Når stjerner ses på himmelen"
4. "Per Ols Per Erik"
5. "Du ligner din mor"
6. "Jeg er så håbløs forelsket i dig"
7. "Sommerdansen går"
8. "Det er en herlig dag"
9. "Jeg ønsker dig lykke min elskede"
10. "Inden toget ska' gå"
11. "Okay, okay du"
12. "De nære ting"
13. "Caio caio på gensyn"
14. "Drømmeland"
15. "Det er weekend"
16. "Vindens hvisken"

CD2
1. "Dig vil jeg elske al min tid"
2. "Vi elsker sommeren"
3. "Vore veje skal mødes igen"
4. "Visse blomster visner aldrig"
5. "Det er kærlighed"
6. "Over sø over land"
7. "Ring til mig"
8. "Mademoiselle"
9. "Stop en gang"
10. "Som en sommerfugl"
11. "Lille Laila"
12. "Mona Lisa"
13. "Puslespil"
14. "Hva' har du tænkt dig?"
15. "Jeg vil banke på din dør"
16. "Endnu en sang"

CD3
1. "En gammel sømand"
2. "Hvorfor spør' du altid ?"
3. "Hold om mig"
4. "Frimærkesprog"
5. "Det' sommer det' sommer"
6. "Vend ikke ryggen til en ven"
7. "I morgen vil jeg ringe"
8. "Samme tid på Søndag"
9. "Drømmepigen"
10. "Ska' det vær'"
11. "I mange mange tusind år"
12. "Lev dit liv hele dagen"
13. "Wiggen"
14. "Dine øjne siger ja"
15. "Nu er det Lørdag"
16. "Vikingernes land"